# Bledsoe megye
Bledsoe megye az Amerikai Egyesült Államokban, azon belül Tennessee államban található. Megyeszékhelye és legnagyobb városa Pikeville. Lakosainak száma 14 913 fő (2020. április 1.). Bledsoe megye Sequatchie, Van Buren, Cumberland, Rhea és Hamilton megyékkel határos.

## Népesség
A megye népességének változása:
| Lakosok száma | 12 865 | 12 843 | 12 792 | 12 841 | 14 502 | 14 913 |
|               | 2010   | 2011   | 2012   | 2013   | 2015   | 2020   |